# Tumulus van Aineffe

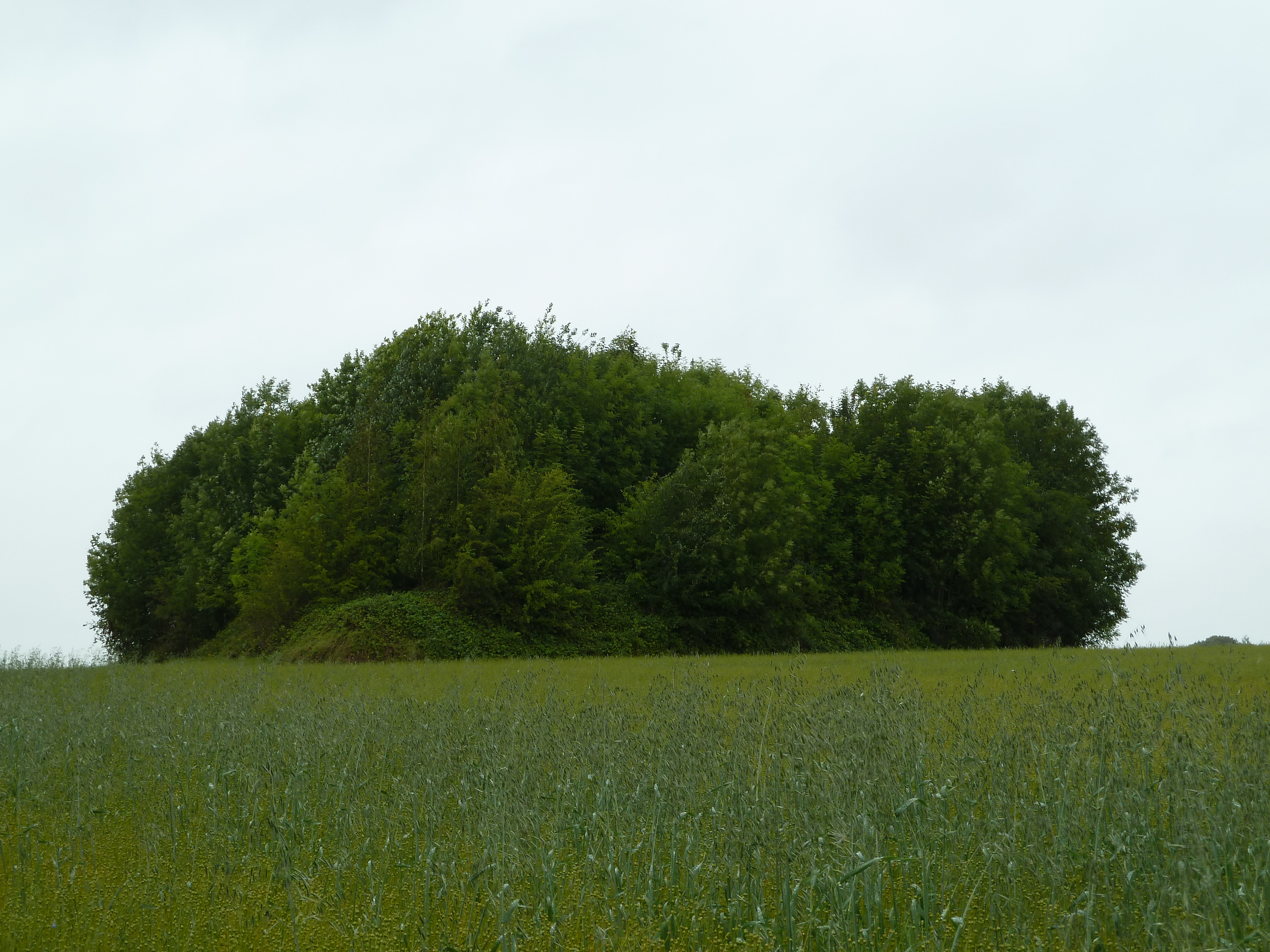
Tumulus van Aineffe

De Tumulus van Aineffe is een Gallo-Romeinse grafheuvel bij Aineffe in de Belgische gemeente Faimes in de provincie Luik. De heuvel ligt aan de zuidoostkant van het dorp richting Chapon-Seraing.
De tumulus is zwaar aangetast door het gaten graven door kinderen. De heuvel lijkt niet te zijn doorzocht. De tumulus heeft een doorsnede van 16 tot 17 meter en een hoogte van ongeveer 2,3 meter boven het maaiveld. De heuvel ligt bij een klein bos met de naam bois de la tombe. De verschillende namen van de omgeving Aineffe, "de Tomballe" en "3 tombes" verwijzen mogelijk naar andere tumuli in het gebied.